# Giovanni Battista Borachia
Giovanni Battista Borachia (Beverino, 18 settembre 1849 – Massa Marittima, 24 aprile 1924) è stato un vescovo cattolico italiano.

## Biografia
Nacque a Beverino il 18 settembre 1849 dai possidenti Michele Borachia e Domenica Maggi, venendo battezzato il giorno successivo nella locale chiesa di Santa Croce con i nomi di Giovanni Battista Innocente Michele Maria.
Divenuto sacerdote, svolse il proprio ministero nella parrocchia di Sant'Andrea a Fabiano Alto dal 1872 al 1883, prendendo curiosamente il posto di un omonimo zio e prodigandosi nella costruzione del santuario della Madonna dell'Olmo e nell'ampliamento della locale chiesa parrocchiale; fu in seguito trasferito nella parrocchia di San Francesco a Lerici, dove istituì una scuola di dottrina cristiana e svolse il proprio servizio fino al 1892.
L'11 luglio 1892 papa Leone XIII lo elesse vescovo di Massa e Populonia (oggi diocesi di Massa Marittima-Piombino), in Toscana.
Morì nell'aprile 1924, venendo sepolto nella cattedrale di San Cerbone a Massa Marittima, in un sarcofago in marmo con scultura funebre a bronzo scolpita attribuito a Dante Sodini e Cesare Spighi, il cui epitaffio riporta:
"HEIC IN PACE CHRISTI QUIESCIT/ IOANNES BAPTISTA BORACHIA EPISCOPUS MASSANUS/ SUAVITATE MORUM INGENII LENITATE PASTORALI ZELO SPECTANDUS/ QUEM VITA FUNCTUM VIII KAL(---) MAI A MCMXXIV A XXXII SUI REGIMINIS/ DOMUS KLERUS POPULUS DESIDERANT COMPLARANTES"
Uno dei nipoti, Paolo Borachia, fu il fondatore alla Spezia, nel 1919, del Partito popolare italiano di don Luigi Sturzo.

## Genealogia episcopale
La genealogia episcopale è:
- Cardinale Scipione Rebiba
- Cardinale Giulio Antonio Santori
- Cardinale Girolamo Bernerio, O.P.
- Arcivescovo Galeazzo Sanvitale
- Cardinale Ludovico Ludovisi
- Cardinale Luigi Caetani
- Cardinale Ulderico Carpegna
- Cardinale Paluzzo Paluzzi Altieri degli Albertoni
- Papa Benedetto XIII
- Papa Benedetto XIV
- Cardinale Enrico Enriquez
- Arcivescovo Manuel Quintano Bonifaz
- Cardinale Buenaventura Córdoba Espinosa de la Cerda
- Cardinale Giuseppe Maria Doria Pamphilj
- Papa Pio VIII
- Papa Pio IX
- Cardinale Gustav Adolf von Hohenlohe-Schillingsfürst
- Arcivescovo Salvatore Magnasco
- Vescovo Giacinto Rossi, O.P.
- Vescovo Giovanni Battista Borachia